# Hardeeville
Hardeeville est une ville des comtés de Beaufort et Jasper dans l'État américain de Caroline du Sud. Au recensement de 2020, la population était de 7 473 habitants. 
Hardeeville était parmi les villes les plus dynamiques dans le Sud-Est des États-Unis dans les années 2000. De 2000 à 2010, la population de la ville a augmenté de près de 65 %, et de 153 % de 2010 à 2020.

## Géographie
Hardeeville se situe au sud du comté de Jasper, une petite partie de la ville, près de la communauté de Sun City, empiète sur le comté de Beaufort. Le centre historique ou « Downtown » n'est pas très peuplé : la plupart des habitants vivent dans les quartiers construits dans les années 2000, qui se trouvent sur des territoires que la ville a annexés entre 2004 et 2010 pour permettre ces constructions, faisant passer la superficie de la ville de 13 à 117 km2. Cette zone est connue sous le nom de « New River ».
La ville se trouve à l'ouest de Bluffton, avec qui elle partage certains lotissements. Plus à l'est, à une vingtaine de kilomètres, se trouve l'ile de Hilton Head, sur la côte Atlantique. Hardeeville se trouve à environ 30 km au nord de Savannah, en Géorgie. Le centre historique est traversé par l'Interstate 95.
La région de la New River comprends plusieurs lotissements. Ceux-ci incluent le quartier fermé de Hilton Head Lakes, la communauté de Riverton Pointe (anciennement connue sous le nom de Hampton Pointe), la communauté de Hearthstone Lakes, la communauté de Latitude Margaritaville Hilton Head et une partie de la résidence fermée de Sun City (le reste de la résidence se trouve à Bluffton). Ces quartiers sont pour la plupart réservés aux retraités.

## Démographie
| 1880 | 1920 | 1930 | 1940  | 1960 | 1970 |
| ---- | ---- | ---- | ----- | ---- | ---- |
| 252  | 413  | 728  | 1 361 | 700  | 853  |

| 1980  | 1990  | 2000  | 2010  | 2020  | - |
| ----- | ----- | ----- | ----- | ----- | - |
| 1 250 | 1 583 | 1 793 | 2 952 | 7 473 | - |

En raison du nombre élevé de quartiers réservés aux retraités, l'âge moyen à Hardeeville en 2024 est de 59,7 ans.